# Veronica Nyaruai
Veronica Nyaruai Wanjiru, née le 29 octobre 1989 à Nyahururu, est une sportive kényane de haut niveau, coureuse de fond et demi-fond.

## Carrière
Identifiée en 2005 comme un des espoirs du Kenya, pays dont les athlètes occupent régulièrement les meilleurs places au niveau mondial des courses de fond et demi-fond, elle devient championne du monde junior sur le 3 000 m en 2006. Elle prend part aux championnats du monde d'athlétisme en 2007 sur le 1 500 m, mais elle se classe 22e en demi-finale, et est éliminée de la finale. Elle termine par contre deuxième aux Jeux africains de 2007 sur cette même distance.
En 2008, elle aurait souhaité défendre son titre mondial junior, mais elle ne s'est classée que quatrième au Kenya et n'est pas sélectionnée.
Elle s'entraîne dans le village de Kaptagat, à environ 40 km à l'est de Eldoret, le long de la route B54, dans la vallée du Rift où est implanté, à 2 200 m d'altitude, un des centres de formation utilisé par de nombreux coureurs kenyans, entretenant ce mental qui fait la force de ces coureurs : « une enfance rude et active, passée à courir pieds nus, la nécessité d’aller à l’école en courant, l’altitude, l’alimentation, l’exemple donné par les champions, une conception spartiate de l’entraînement, les camps d’entraînement, concentration et sérieux, force de caractère, désir de réussir, d’améliorer son existence, conviction d’être capable de gagner, pas d’alternative, abondance des pistes où s’entraîner, temps passé à se reposer, culture omniprésente de la course à pied et respect dont elle jouit. ».
Elle gagne le Cross international de Venta de Baños en 2009, en battant Stephanie Twell, est deuxième au 5000 m des Championnats d'Afrique d'athlétisme 2012 à Porto-Novo au Bénin et remporte en Colombie, toujours en 2012, la Carrera de la Mujer, course de fond sur 12 km. De retour de maternité en 2014, elle montre sa détermination en remportant son premier 10 000 m, la course Zatopek:10 Classic à Melbourne, devançant notamment Eloise Wellings.

## Réalisations

### Palmarès
| Année                  | Compétition                                      | Lieu                   | Classement             | Distance                 | Temps                  |
| Représentante du Kenya | Représentante du Kenya                           | Représentante du Kenya | Représentante du Kenya | Représentante du Kenya   | Représentante du Kenya |
| ---------------------- | ------------------------------------------------ | ---------------------- | ---------------------- | ------------------------ | ---------------------- |
| 2005                   | Championnats du monde de cross-country 2005      | Saint-Galmier, France  | 2e                     | Course Junior (6,153 km) | 20 min 56 s            |
| 2005                   | Championnats du monde d'athlétisme jeunesse 2005 | Marrakech, Maroc       | 1re                    | 3 000 m                  | 9 min 01 s 61          |
| 2006                   | Championnats du monde de cross-country 2006      | Fukuoka, Japon         | 2e                     | Course Junior (6 km)     | 19 min 27 s            |
| 2006                   | Championnats du monde juniors d'athlétisme 2006  | Pékin, Chine           | 1re                    | 3 000 m                  | 9 min 02 s 90          |
| 2007                   | Championnats du monde de cross-country 2007      | Mombasa, Kenya         | 3e                     | Course Junior 6 km       | 21 min 10 s            |
| 2007                   | Athlétisme aux Jeux africains de 2007            | Alger, Algérie         | 2e                     | 1 500 m                  | 4 min 09 s 11          |
| 2007                   | Championnats du monde d'athlétisme 2007          | Osaka, Japon           | 22e                    | 1 500 m                  | 4 min 21 s 50          |
| 2008                   | Championnats d'Afrique d'athlétisme 2008         | Addis-Abeba, Éthiopie  | 5e                     | 5 000 m                  | 15 min 53 s 55         |
| 2008                   | Athlétisme aux Jeux olympiques d'été de 2008     | Pékin, Chine           | 41e                    | 3 000 m steeple          | 10 min 01 s 69         |
| 2012                   | Championnats d'Afrique d'athlétisme 2012         | Porto-Novo, Bénin      | 2e                     | 5 000 m                  | 15 min 40 s 65         |

### Records personnels
- 1 500 mètres - 4 min 08 s 21 (2006)
- 3 000 mètres - 8 min 52 s 9 (2005)
- 5 000 mètres - 15 min 13 s 1 (2005)

### Prix et distinctions
- 2005 : dans le palmarès de la personnalité sportive kényane de l'année, elle est classée troisième, derrière Catherine Ndereba et le boxeur Conjestina Achieng[7].